# Gonzalo Segares
Gonzalo Segares González est un footballeur international costaricien né le 13 octobre 1982 à San José. Il évolue au poste d'arrière gauche.

## Biographie
Gonzalo Segares est repêché au 3e tour de la MLS SuperDraft 2005 par le Fire de Chicago.

## Palmarès
vierge